# وليام بيلي (دراج)
وليام بيلي (بالإنجليزية: William Bailey)‏ (6 أبريل 1888 - 12 فبراير 1971) كان دراج بريطاني ولقد نافس في ثلاثة أحداث في دورة الألعاب الأولمبية الصيفية 1908.

## روابط خارجية
- وليام بيلي على موقع أرشيف الدراجات (الإنجليزية)
- وليام بيلي على موقع أوليمبيديا (الإنجليزية)